# Sillars
Sillars és un municipi francès situat al departament de la Viena i a la regió de la Nova Aquitània. L'any 2007 tenia 602 habitants.

## Demografia

### Població
El 2007 la població de fet de Sillars era de 602 persones. Hi havia 242 famílies de les quals 47 eren unipersonals (31 homes vivint sols i 16 dones vivint soles), 105 parelles sense fills, 78 parelles amb fills i 12 famílies monoparentals amb fills.
La població ha evolucionat segons el següent gràfic:
Habitants censats

### Habitatges
El 2007 hi havia 310 habitatges, 248 eren l'habitatge principal de la família, 22 eren segones residències i 40 estaven desocupats. Tots els 307 habitatges eren cases. Dels 248 habitatges principals, 207 estaven ocupats pels seus propietaris, 36 estaven llogats i ocupats pels llogaters i 5 estaven cedits a títol gratuït; 1 tenia una cambra, 7 en tenien dues, 22 en tenien tres, 79 en tenien quatre i 139 en tenien cinc o més. 214 habitatges disposaven pel capbaix d'una plaça de pàrquing. A 112 habitatges hi havia un automòbil i a 126 n'hi havia dos o més.

### Piràmide de població
La piràmide de població per edats i sexe el 2009 era:
| Homes | Edats   | Dones |
| ----- | ------- | ----- |
| 0     | 95 o +  | 0     |
| 0     | 90 a 94 | 0     |
| 4     | 85 a 89 | 4     |
| 8     | 80 a 84 | 4     |
| 4     | 75 a 79 | 16    |
| 16    | 70 a 74 | 20    |
| 4     | 65 a 69 | 16    |
| 20    | 60 a 64 | 12    |
| 24    | 55 a 59 | 16    |
| 20    | 50 a 54 | 28    |
| 16    | 45 a 49 | 20    |
| 24    | 40 a 44 | 16    |
| 28    | 35 a 39 | 32    |
| 16    | 30 a 34 | 16    |
| 8     | 25 a 29 | 12    |
| 20    | 20 a 24 | 12    |
| 16    | 15 a 19 | 4     |
| 20    | 10 a 14 | 32    |
| 28    | 5 a 9   | 20    |
| 12    | 0 a 4   | 8     |

## Economia
El 2007 la població en edat de treballar era de 387 persones, 273 eren actives i 114 eren inactives. De les 273 persones actives 258 estaven ocupades (146 homes i 112 dones) i 17 estaven aturades (6 homes i 11 dones). De les 114 persones inactives 50 estaven jubilades, 30 estaven estudiant i 34 estaven classificades com a «altres inactius».

### Ingressos
El 2009 a Sillars hi havia 265 unitats fiscals que integraven 663 persones, la mediana anual d'ingressos fiscals per persona era de 15.897 €.

### Activitats econòmiques
Dels 17 establiments que hi havia el 2007, 2 eren d'empreses extractives, 1 d'una empresa alimentària, 1 d'una empresa de fabricació d'altres productes industrials, 3 d'empreses de construcció, 1 d'una empresa de comerç i reparació d'automòbils, 1 d'una empresa de transport, 6 d'empreses de serveis, 1 d'una entitat de l'administració pública i 1 d'una empresa classificada com a «altres activitats de serveis».
Dels 5 establiments de servei als particulars que hi havia el 2009, 1 era una oficina de correu, 1 taller de reparació d'automòbils i de material agrícola, 1 fusteria, 1 lampisteria i 1 perruqueria.
L'any 2000 a Sillars hi havia 40 explotacions agrícoles que ocupaven un total de 4.384 hectàrees.

## Equipaments sanitaris i escolars
El 2009 hi havia una escola elemental.

## Poblacions més properes
El següent diagrama mostra les poblacions més properes.